# Trouessartia bifurcata
Trouessartia bifurcata är en spindeldjursart som först beskrevs av Édouard Louis Trouessart 1885.  Trouessartia bifurcata ingår i släktet Trouessartia, och familjen Trouessartiidae. Arten är reproducerande i Sverige.